# NGC 5853
NGC 5853 est une vaste galaxie spirale barrée relativement éloignée et située dans la constellation du Bouvier. Sa vitesse par rapport au fond diffus cosmologique est de 9 042 ± 9 km/s, ce qui correspond à une distance de Hubble de 133,4 ± 9,3 Mpc (∼435 millions d'al). NGC 5853 a été découverte par l'astronome français Édouard Stephan en 1881.
En raison d'une brillance de surface égale à 14,03 mag/am2, on peut qualifier NGC 5853 de galaxie à faible brillance de surface (LSB en anglais pour low surface brightness). Les galaxies LSB sont des galaxies diffuses (D) avec une brillance de surface inférieure de moins d'une magnitude à celle du ciel nocturne ambiant.